# Seoul Cycling Team
El Seoul Cycling Team (codi UCI: SCT) és un equip ciclista sud-coreà professional en ruta, de categoria Continental. Es va fundar el 2008.

## Principals resultats
- Tour de Seül: Cho Ho-sung (2009)
- Tour de Corea: Min Kyeong-ho (2017)

### Grans Voltes
- Tour de França
  - 0 participacions

- Giro d'Itàlia
  - 0 participacions

- Volta a Espanya
  - 0 participacions

## Composició de l'equip
| \| Llista de l'equip 2017 \| Llista de l'equip 2017 \| Llista de l'equip 2017 \| Llista de l'equip 2017 \| \| Ciclista \| Data de naixement \| Equip previ \| \| \| ---------------------- \| ---------------------- \| ---------------------- \| ---------------------- \| \| Choi Tae-ho \| 10 de setembre de 1997 \| \| \| \| Joo Dae-young \| 10 de octubre de 1996 \| \| \| \| Jung Ha-jeon \| 30 de abril de 1995 \| \| \| \| Kang Tae-woo \| 15 de abril de 1998 \| \| \| \| Kim Dong-uk \| 23 de gener de 1998 \| \| \| \| Kim Ok-cheol \| 16 de novembre de 1994 \| \| \| \| Min Kyeong-ho \| 25 de juliol de 1996 \| \| \| \| Park Sang-hoon \| 13 de març de 1993 \| \| \| \| We Seok-hyeon \| 4 de novembre de 1998 \| \| \| \| \| \| \| \| \| Font: UCI \| \| \| \|Nota: Choi Tae-ho Nota: Joo Dae-young Nota: Jung Ha-jeon |                        |             |  |
| Llista de l'equip 2017 |                        |             |  |
| Ciclista | Data de naixement      | Equip previ |  |
| Choi Tae-ho | 10 de setembre de 1997 |             |  |
| Joo Dae-young | 10 de octubre de 1996  |             |  |
| Jung Ha-jeon | 30 de abril de 1995    |             |  |
| Kang Tae-woo | 15 de abril de 1998    |             |  |
| Kim Dong-uk | 23 de gener de 1998    |             |  |
| Kim Ok-cheol | 16 de novembre de 1994 |             |  |
| Min Kyeong-ho | 25 de juliol de 1996   |             |  |
| Park Sang-hoon | 13 de març de 1993     |             |  |
| We Seok-hyeon | 4 de novembre de 1998  |             |  |
| |                        |             |  |
| Font: UCI |                        |             |  |

## Classificacions UCI
A partir del 2008 l'equip participa en les proves dels circuits continentals, especialment a l'UCI Àsia Tour.
UCI Àsia Tour
| Temporada | Classificació per equips | Millor ciclista en la classificació individual |
| --------- | ------------------------ | ---------------------------------------------- |
| 2008      | 20è                      | Park Sung-baek (87è)                           |
| 2009      | 9è                       | Park Seon-ho (19è)                             |
| 2010      | 7è                       | Gong Hyo-suk (21è)                             |
| 2011      | 42è                      | Cho Ho-sung (116è)                             |
| 2012      | 43è                      | Seo Joon-yong (82è)                            |
| 2013      | 48è                      | Cho Ho-sung (125è)                             |
| 2014      | 42è                      | Park Sang-hoon (124è)                          |
| 2015      | 22è                      | Kim Ok-cheol (52è)                             |
| 2016      | 23è                      | Jung Ha-jeon (73è)                             |
| 2017      | 22è                      | Min Kyeong-ho (43è)                            |